# Lubomír Zaorálek
Lubomír Zaorálek (ur. 6 września 1956 w Ostrawie) – czeski polityk, w latach 2002–2006 przewodniczący Izby Poselskiej, w latach 2014–2017 minister spraw zagranicznych, od 2019 do 2021 minister kultury.

## Życiorys
W 1982 na Wydziale Filozoficznym Uniwersytetu im. Jana Purkyniego w Brnie ukończył filozofię marksistowsko-leninowską i politykę gospodarczą. Odbył służbę wojskową w Czechosłowackiej Armii Ludowej. Od 1983 do 1986 pracował w telewizji czechosłowackiej w Ostrawie. Później do 1989 był zatrudniony w strukturach Czechosłowackiej Partii Socjalistycznej. W 1989 przyłączył się do Forum Obywatelskiego, w 1990 posłował do Zgromadzenia Federalnego. W latach 1990–1996 był radnym Ostrawy i pracownikiem naukowym Uniwersytetu Ostrawskiego.
W 1994 wstąpił do Czeskiej Partii Socjaldemokratycznej, obejmował różne funkcje w jej strukturach, w 2009 stając się jednym z wiceprzewodniczących ČSSD. W 1996 po raz pierwszy został wybrany do Izby Poselskiej. Z powodzeniem ubiegał się o reelekcję w 1998, 2002, 2006, 2010, 2013 i 2017.
W kadencji 2002–2006 sprawował urząd przewodniczącego tej izby, w dwóch następnych był jej wiceprzewodniczącym. 29 stycznia 2014 objął stanowisko ministra spraw zagranicznych w koalicyjnym rządzie Bohuslava Sobotki. W kampanii wyborczej w 2017 był oficjalnym kandydatem socjaldemokratów na premiera. 13 grudnia 2017 zakończył pełnienie funkcji ministra. 27 sierpnia 2019 został natomiast ministrem kultury w drugim rządzie Andreja Babiša; stanowisko to zajmował do 17 grudnia 2021.

## Życie prywatne
Lubomír Zaorálek jest rozwiedziony, ma troje dzieci.